# Alcippe
Alcippe là một chi chim, hiện tại là duy nhất trong họ Alcippeidae, trước đây từng được xếp trong các họ như Timaliidae, Leiothrichidae hay Pellorneidae.

## Phân loại học
Chi Alcippe là hiện thân của cách mạng DNA. Chi Alcippe theo nghĩa rộng (trước đây) hiện nay được chia ra thành 4 phần:
- Chim mũ đen bụi rậm (Alcippe nigricapilla) ở châu Phi được xếp lại vào chi Sylvia với danh pháp Sylvia nigricapillus (họ Sylviidae) hoặc chi Lioptilus cùng họ Sylviidae (nếu coi nó là một chi tách biệt với Sylvia).
- Các loài lách tách thuộc chi Fulvetta và Lioparus trong họ Paradoxornithidae. Bao gồm:
  - Alcippe ludlowi = Fulvetta ludlowi
  - Alcippe ruficapilla = Fulvetta ruficapilla
  - Alcippe danisi = Fulvetta danisi
  - Alcippe striaticollis = Fulvetta striaticollis
  - Alcippe vinipectus = Fulvetta vinipectus
  - Alcippe manipurensis = Fulvetta manipurensis
  - Alcippe cinereiceps = Fulvetta cinereiceps
  - Alcippe formosana = Fulvetta formosana
  - Alcippe chrysotis = Lioparus chrysotis
- Các loài lách tách thuộc chi Schoeniparus (gồm cả Pseudominla) trong họ Pellorneidae. Bao gồm:
  - Alcippe brunnea = Schoeniparus brunneus
  - Alcippe castaneceps = Schoeniparus castaneceps
  - Alcippe cinerea = Schoeniparus cinereus
  - Alcippe dubia = Schoeniparus dubius
  - Alcippe rufogularis = Schoeniparus rufogularis
  - Alcippe klossi = Schoeniparus klossi
  - Alcippe variegaticeps = Schoeniparus variegaticeps
- Phần còn lại của chi Alcippe từng được đặt hơi không chắc chắn ở gốc của họ Leiothrichidae nhưng hiện tại được tách riêng thành họ Alcippeidae của chính nó. Xem danh sách dưới đây.

Trên thực tế vẫn còn sự không chắc chắn đáng kể về tình trạng của chi Alcippe chính xác theo đúng nghĩa gốc (Alcippe nghĩa hẹp). Việc phân tích các gen khác nhau hoặc đặt nó ở gốc của họ Pellorneidae hoặc đặt nó ở gốc của họ Leiothrichidae. Moyle và ctv. (2012) đã vật lộn với vấn đề này và cuối cùng đặt nó vào họ Leiothrichidae. Cai et al. (2019) tìm thấy Alcippe và Leiothrichidae có thể nhất là nhóm chị em xa đã rẽ nhánh lâu, mặc dù không loại trừ mối quan hệ gần hơn với Pellorneidae và họ quyết định tách Alcippe thành họ riêng của chính nó.

## Các loài
- Alcippe brunneicauda: Lách tách nâu
- Alcippe davidi: Lách tách David[4]
- Alcippe fratercula: Lách tách Vân Nam
- Alcippe grotei: Lách tách mào đen[4]. Loài này tách ra từ A. peracensis và một vài tác giả đặt nó trong chi Pseudominla (như Robson 2000, Collar 2006a, BLI, Collar & Robson 2007))
- Alcippe hueti: Lách tách Huet
- Alcippe morrisonia: Lách tách má xám / lách tách đầu xám. Loài này hiện được coi là chỉ có ở Đài Loan, do phức hợp loài Alcippe morrisonia trước đây được tách thành A. davidi (có ở bắc Việt Nam), A. fratercula và A. hueti[5][6].
- Alcippe nipalensis: Lách tách Nepal
- Alcippe peracensis: Lách tách vành mắt[4]
- Alcippe poioicephala: Lách tách má nâu[4]
- Alcippe pyrrhoptera: Lách tách Java